# George Henry Hamilton Tate
George Henry Hamilton Tate (30 de abril, 1894 - 24 de dezembro, 1953) foi um zoólogo americano.
Tate trabalhou também no American Museum of Natural History.